# Oliveirinha
Oliveirinha é uma vila portuguesa sede da Freguesia de Oliveirinha do Município de Aveiro, freguesia com 12,07 km² de área e 4675 habitantes (censo de 2021), tendo, assim, uma densidade populacional de 387,3 hab./km².
Pela Lei nº 47/97, de 12 de julho, a povoação de Oliveirinha foi elevada à categoria de vila.

## Demografia
A população registada nos censos foi:
| Distribuição da População por Grupos Etários | Distribuição da População por Grupos Etários | Distribuição da População por Grupos Etários | Distribuição da População por Grupos Etários | Distribuição da População por Grupos Etários |
| -------------------------------------------- | -------------------------------------------- | -------------------------------------------- | -------------------------------------------- | -------------------------------------------- |
| Ano                                          | 0-14 Anos                                    | 15-24 Anos                                   | 25-64 Anos                                   | > 65 Anos                                    |
| 2001                                         | 799                                          | 661                                          | 2452                                         | 868                                          |
| 2011                                         | 708                                          | 513                                          | 2609                                         | 987                                          |
| 2021                                         | 654                                          | 464                                          | 2448                                         | 1109                                         |

## Património
- Capela de Quintãs
- Igreja de Santo António (matriz)
- Capelas de São Paulo e de São Tomé
- Cruzeiro
- Casa dos Castros Matosos
- Vale da Granja

## Personalidades
- José Luciano de Castro (político)
- Rosa Bela (atriz)